# Camas (Washington)
Camas é uma cidade localizada no estado norte-americano de Washington, no Condado de Clark.

## Demografia
Segundo o censo norte-americano de 2000, a sua população era de 12.534 habitantes.
Em 2006, foi estimada uma população de 17.480, um aumento de 4946 (39.5%).

## Geografia
De acordo com o United States Census Bureau tem uma área de
32,5 km², dos quais 28,2 km² cobertos por terra e 4,3 km² cobertos por água. Camas localiza-se a aproximadamente 14 m acima do nível do mar.

## Famosos nascidos na cidade
- Jimmie Rodgers, cantor
- Greg Biffle, piloto da NASCAR

## Localidades na vizinhança
O diagrama seguinte representa as localidades num raio de 12 km ao redor de Camas.